# Воже

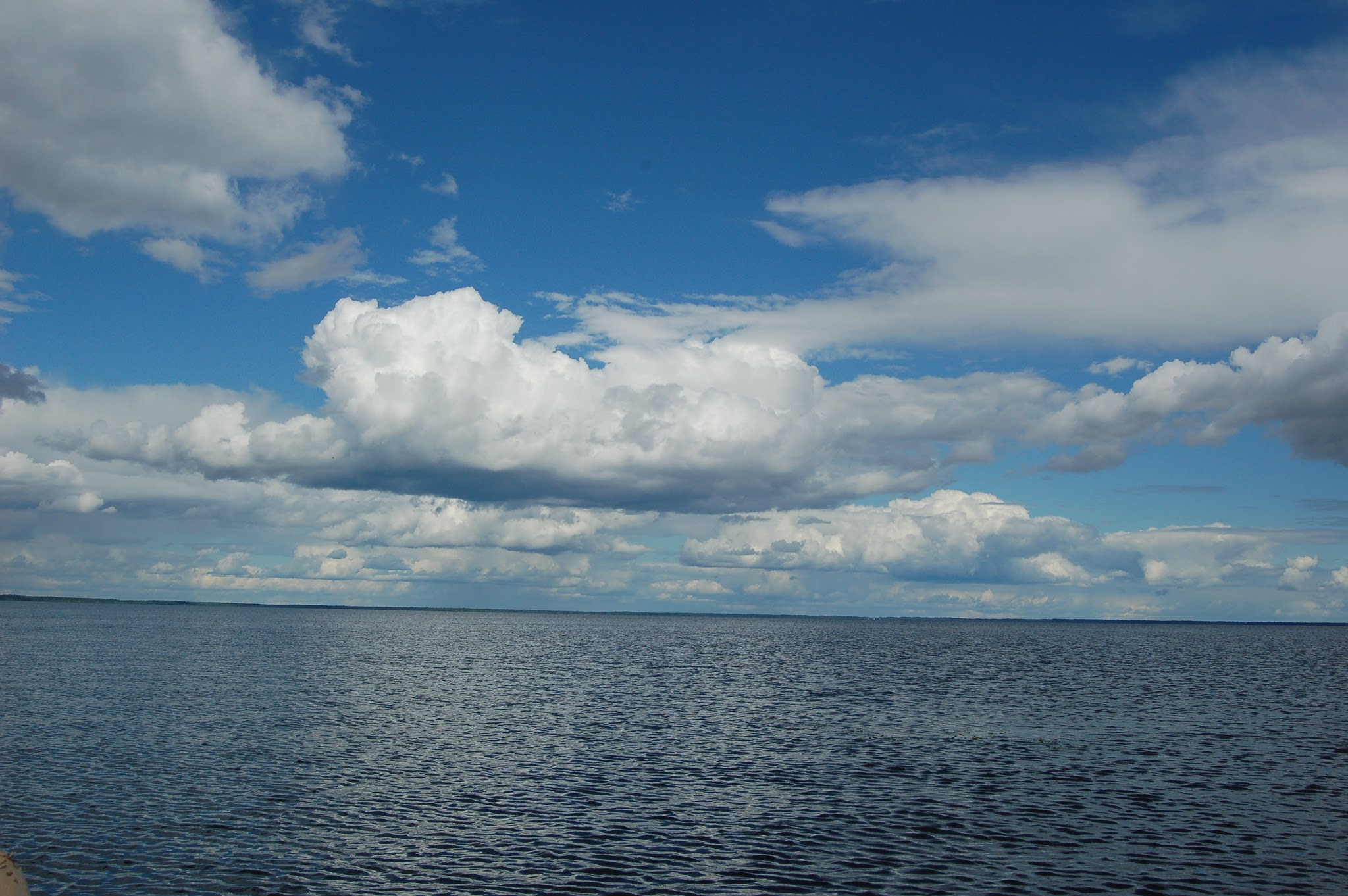

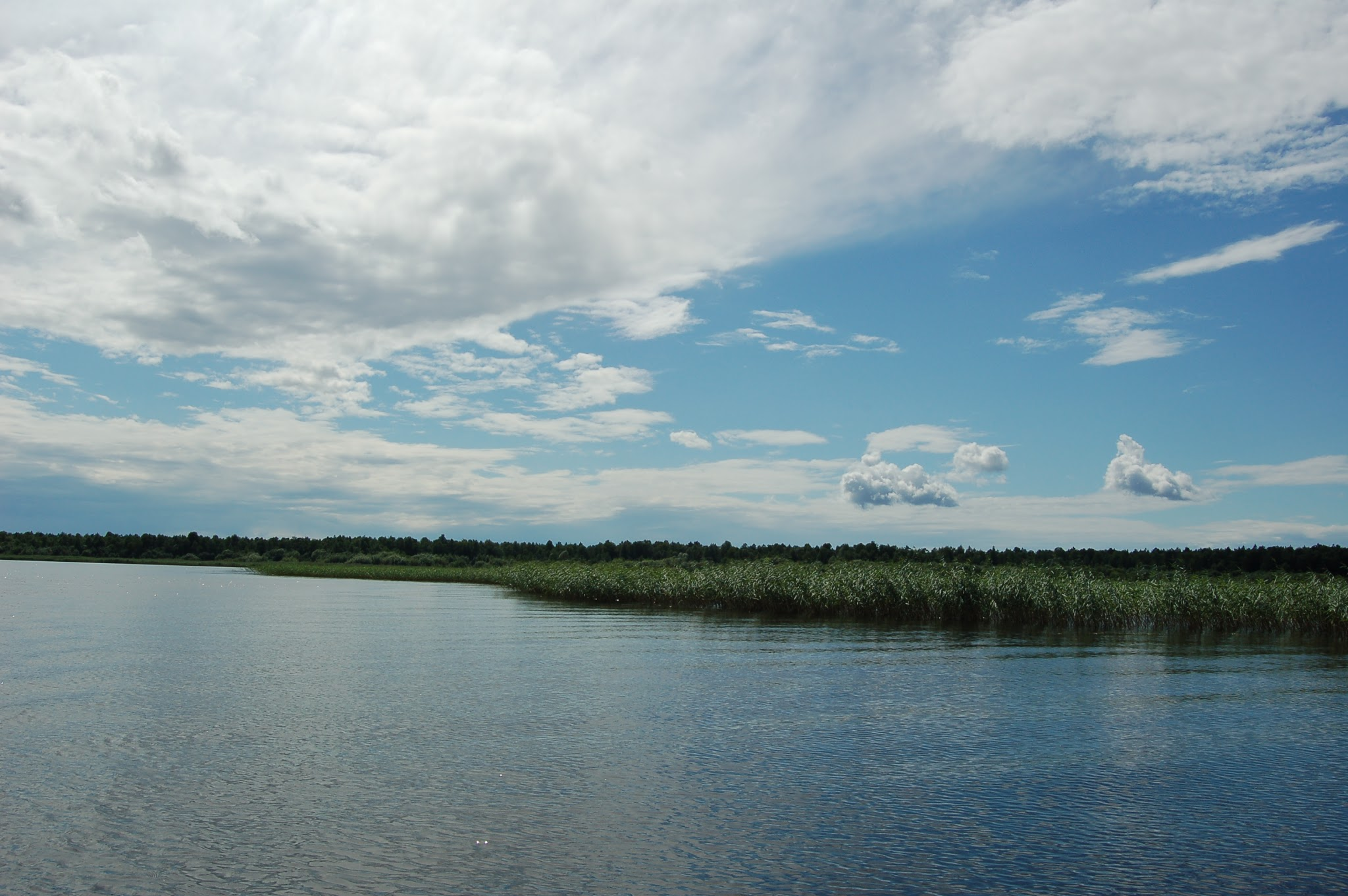

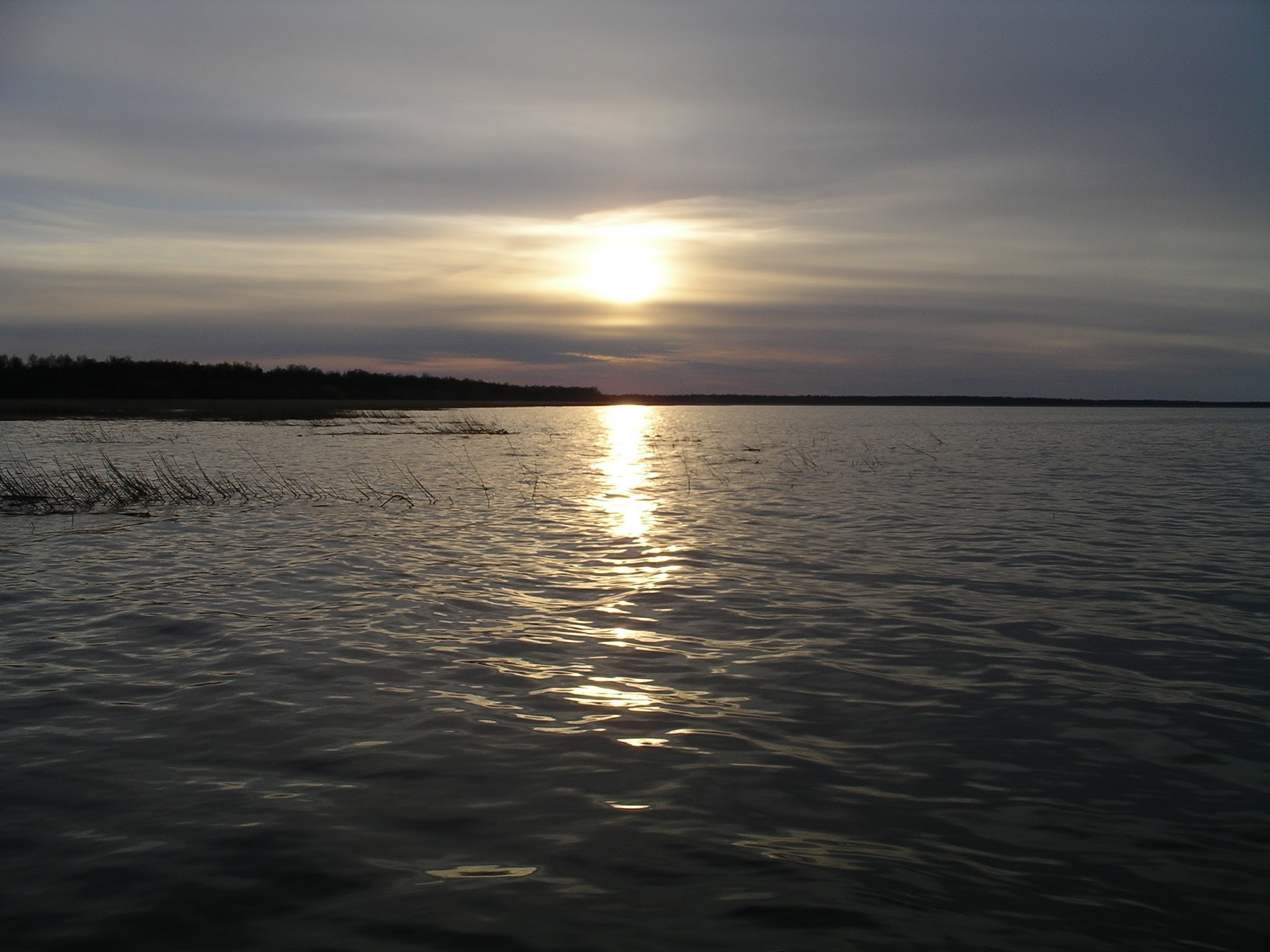
Воже вечером

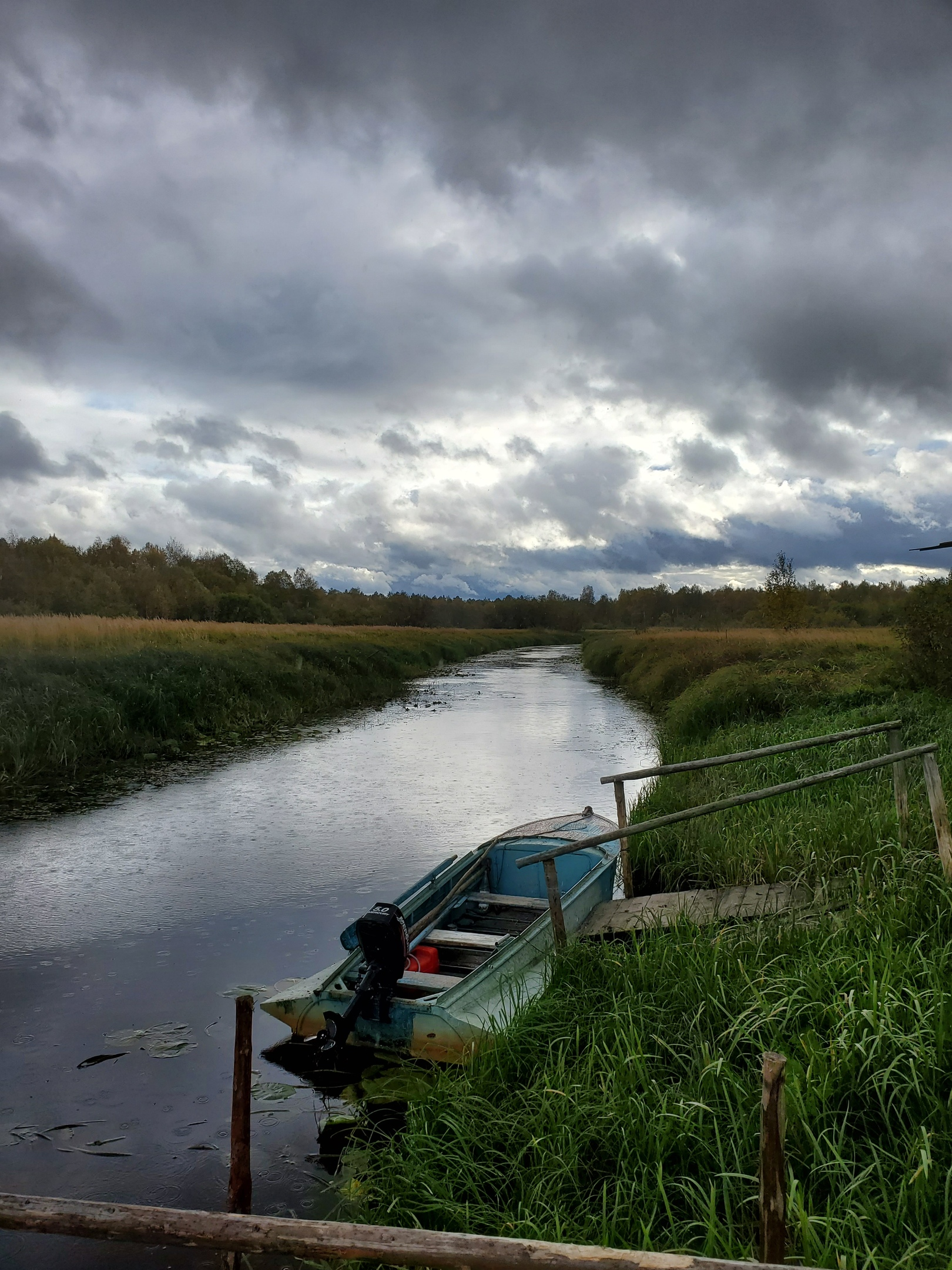
Приток Воже

Во́же (Чародонское) — большое озеро на севере Вологодской области России. Занимает площадь 422 км² (416 км²). Озеро имеет овальную форму, вытянуто с севера на юг. Длина озера — 47 км, ширина 14 км. Несмотря на большие размеры, озеро мелководно, средняя глубина 0,9 м, наибольшая 5 м. Водосбор озера Воже 6260 км². Объём воды в озере 0,4 км³.
Воже принадлежит бассейну Онеги, по северному берегу озера проходит граница с Архангельской областью.
В озеро впадает около 20 рек, наиболее крупные:
- Модлона — самый многоводный приток озера, даёт 38 % поступающей в озеро воды. Впадает в небольшой залив в южной части Воже, называемый также Мольским озером.
- Вожега — впадает в озеро с востока, на её долю приходится 34 % водосбора. При впадении разделяется на три протоки Иксома, Вожега (Кера) и Укма.
- Пустая — впадает в северо-восточную часть озера.
- Вондонга — впадает в озеро с юга.
- Елома — впадает в смежное с Воже озеро Еломское, расположенное к западу от Воже и соединённое с Воже коротким проливом.
- Чепца — впадает в озеро с севера.

Из северной части озера Воже вытекает река Свидь, текущая в озеро Лача, из которого берёт начало Онега.
Берега озера малоизрезанные, плоские и очень заболоченные, почти по всему периметру окаймлены зарослями камыша. Небольшие участки песчано-каменистого берега есть только на западе. На берегах озера несколько деревень, крупных населённых пунктов нет.
В озере выявлено 38 видов растений, среди них преобладают тростник обыкновенный и камыш озёрный. Среди растений с плавающими листьями многочисленна жёлтая кубышка, а среди погруженных в воду — уруть и рдесты.
В центральной части озера находится остров Спасский (площадь около 10 га), на котором расположены развалины монастыря XVII века.
Озеро богато рыбой, в нём водятся плотва, окунь, щука, язь, лещ и другие виды рыб. Ведется рыболовный промысел.
Название озера Воже, видимо, связано с названием его главного притока — реки Вожеги. «Вож» на языке коми означает ответвление, а «Вожега» — река с ответвлениями, с дельтой. Озеро Воже иногда называется Чарондским, от населённого пункта Чаронда.